# Họ Sò
Họ Sò (Danh pháp khoa học Arcidae) là một họ sinh học của một nhóm các loài động vật thân mềm hai mảnh vỏ có kích thước nhỏ và vừa. Chúng thường sống tập trung ở môi trường sông, biển, nước lợ. Đặc trưng của họ Sò là hai mảnh vỏ có thể khép, mở, vỏ đa dạng về kích cỡ, màu sắc, hoa văn. Có hơn 200 loài được ghi nhận thuộc họ này còn tồn tại trong tự nhiên.
Vỏ của hầu hết các loài sò đều có lớp vỏ trên cùng là lớp "da" dày màu nâu, dính vào phần đá vôi cứng hơn của vỏ. Ở một số loài như Barbatia, lớp bên ngoài này được búi ở cuối vỏ thành một thứ giống như râu, do đó có tên là Barbatia.
Họ này cũng được gọi là "vỏ tàu" ở nước ngoài bởi vì các loài như Arca có diện tích phẳng lớn, trong một lớp vỏ không bị hư hại, phần nào giống boong tàu, với phần còn lại của vỏ có lẽ minh họa một chiếc thuyền gỗ cổ đại chẳng hạn như tàu của Nô-e.

## Các chi
Các chi sò thuộc họ Arcidae bao gồm: 
- Acar Gray, 1857
- Anadara Gray, 1847
- Arca Linnaeus, 1758
- Barbatia Gray, 1847
- Bathyarca Kobelt, 1891
- Bentharca Verrill và Bush, 1898
- Larkinia  Reinhart, 1935
- Samacar Iredale, 1936
- Senilia Linnaeus, 1758
- Tegillarca Iredale, 1939

## Trong ẩm thực

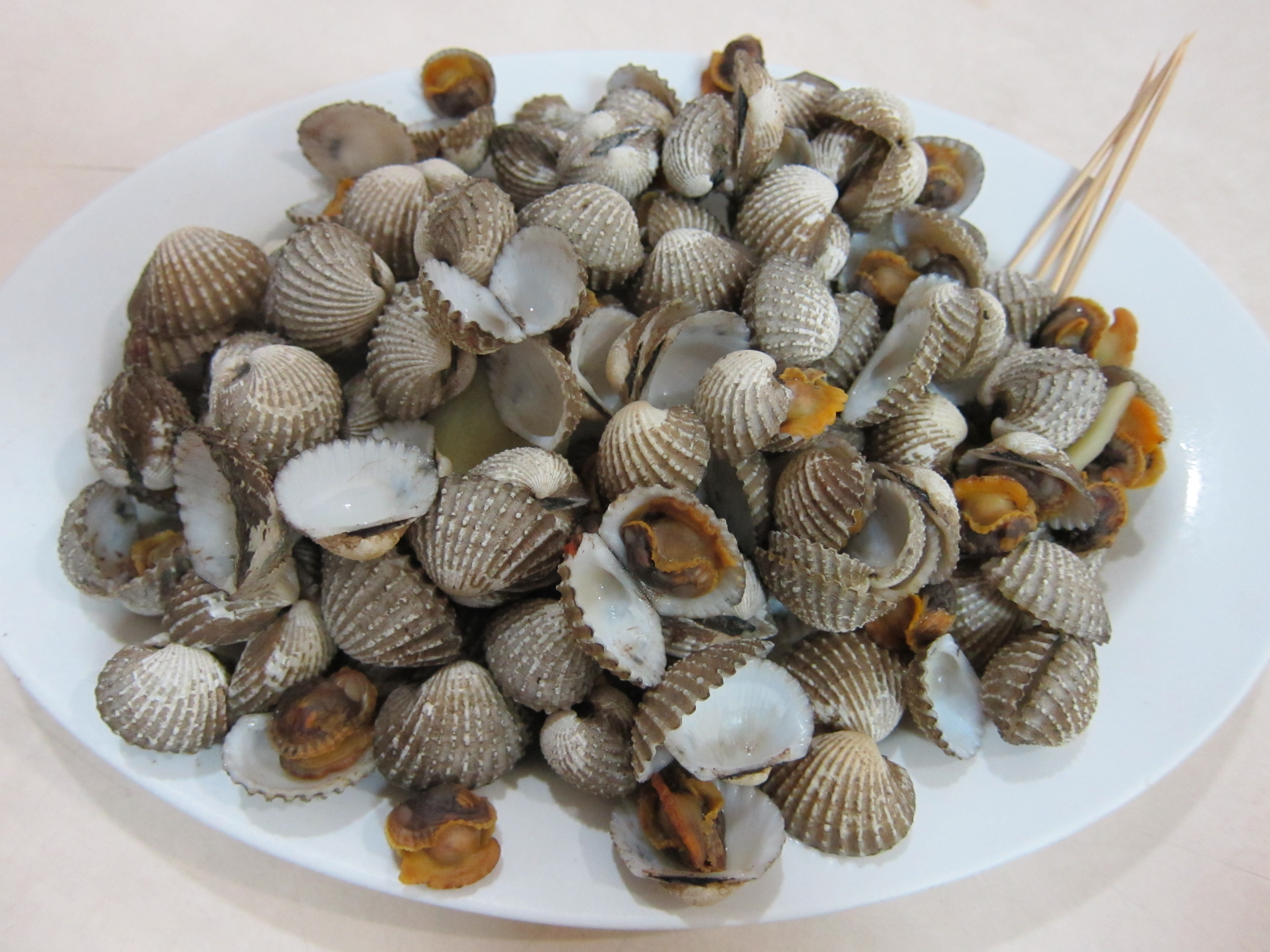
Sò luộc được phục vụ ở Tanjong Pagar, Singapore

Tuy không nhiều và phong phú như các loại ốc, những món ăn từ sò vẫn luôn có sức hấp dẫn rất riêng. Tùy từng loại sò mà các quán ăn có nhiều cách chế biến như nướng mỡ hành, nướng phô mai hay xào me, nướng mọi. Trong đó có những món ngon như: sò huyết xào rau răm, sò điệp với phô mai đút lò, sò cổ đại nướng bơ, sò vẹo nướng mỡ hành, sò dương nướng mỡ hành,... Tuy nhiên, khuẩn tả E.coli vốn là những vi khuẩn thường trực trong nguồn nước tự nhiên (ngọt, mặn, lợ), đặc biệt là những nguồn nước kém vệ sinh và tất cả những sinh vật sống dưới nước như nghêu, sò, ốc, hến, cá... đều có thể bị nhiễm loại khuẩn này.